# Tocopilla (prowincja)
Tocopilla (hiszp. Provincia de Tocopilla) – prowincja w północnym Chile, w północno-zachodniej części regionu Antofagasta. Stanowi jedną z trzech prowincji regionu. Siedzibą administracyjną jest miasto Tocopilla. Funkcję gubernatora pełni Segisfredo Hurtado Guerrero.

## Podział administracyjny
W skład prowincji wchodzą 2 gminy: María Elena i Tocopilla.

## Demografia
W 2002 roku prowincję zamieszkiwało 31 516 mieszkańców.
Zmiana liczby ludności w latach 1992 - 2002 z uwzględnieniem podziału na gminy:
| Gmina       | 1992   | 2002   | zmiana w % |
| Tocopilla   | 24 985 | 23 986 | -4,0       |
| María Elena | 13 660 | 7 530  | -44,9      |

## Administracja
Lista gubernatorów:
| Gubernator                  | Partia | Okres urzędowania                     |
| --------------------------- | ------ | ------------------------------------- |
| Norma Tejada Palacios       | DC     | 11 marca 1990 - 1991                  |
| Alfredo Castillo Ramírez    | ?      | 25 września 1991 - 11 marca 1994      |
| Marcos Montenegro Carmona   | DC     | ? - 11 marca 2000                     |
| Jorge Peralta Villagra      | DC     | 11 marca 2000 - 2002                  |
| Cristián Castro Muñoz       | ?      | 2002 - ?                              |
| Edgardo Solís Núñez         | PRSD   | 11 marca 2006 - 9 kwietnia 2008       |
| Evans Pool Pérez            | PRSD   | 9 kwietnia 2008 - 8 lipca 2009        |
| Elvis Jeraldo Galarce       | PRSD   | 10 października 2009 - 11 marca 2010  |
| Giovanna Rossi Bizjak       | UDI    | 17 marca 2010 - 26 lipca 2012         |
| brak                        | -      | 26 lipca 2012 - 6 grudnia 2012        |
| Giovanna Rossi Bizjak       | UDI    | 6 grudnia 2012 - 10 października 2013 |
| Segisfredo Hurtado Guerrero | UDI    | 10 października 2013 -                |